# Kvaterner ammóniumvegyület

Kvaterner ammóniumvegyület. Bármely vagy minden R csoport lehet azonos vagy eltérő alkilcsoport, valamint bármelyik között lehet kapcsolat

A kvaterner ammóniumvegyületek pozitív töltéssel rendelkező összetett ionok, melyeknek általános képlete NR+4 (ahol R lehet alkil- vagy arilcsoport is).
Gyakran fertőtlenítő és gombaölő hatással rendelkeznek. Fertőtlenítőszerként, felületaktív anyagként és szövetlágyítóként is alkalmazzák őket.
Antimikrobás hatásukat a mikroorganizmusok enzimreakcióinak bénításával, a sejtmembrán áteresztőképességének (permeabilitásának) megváltoztatásával (így megakadályozva annak tápanyagfelvételét), valamint az élesztőgombák légzési enzimjeinek blokkolásával fejtik ki.
Ezen csoportba tartozik például a cetilpiridínium-klorid és a berberin.